# مارين دراجانجا
مارين دراجانجا (بالكرواتية: Marin Draganja)‏ مواليد 13 مايو 1991 في سبليت، هو لاعب كرة مضرب كرواتي. يتنافس بشكل أساسي في فئة الزوجي في رابطة محترفي التنس. فاز ببطولة هامبورغ للماسترز للزوجي في سنة 2014.

## روابط خارجية
- مارين دراجانجا على موقع رابطة محترفي التنس (الإنجليزية)
- مارين دراجانجا على موقع الاتحاد الدولي لكرة المضرب (الإنجليزية)
- مارين دراجانجا على موقع كأس ديفيز (الإنجليزية)
- مارين دراجانجا على موقع خلاصة التنس.كوم (الإنجليزية)
- مارين دراجانجا على موقع إي إس بي إن.كوم (الإنجليزية)
- مارين دراجانجا على موقع أوليمبيديا (الإنجليزية)